# 圣瓦朗坦
圣瓦朗坦（法語：Saint-Valentin，法語發音：[sɛ̃ valɑ̃tɛ̃]）是法国安德尔省的一个市镇，位于该省东北部，属于伊苏丹区。圣瓦朗坦因与情人节（即圣瓦伦丁节）重名而受人关注。

## 地理
圣瓦朗坦（46°57'6"N, 1°51'53"E）面积24.9 平方千米，位于法国中央-卢瓦尔河谷大区安德尔省，该省份为法国中部省份，北起卢瓦-谢尔省，西北接安德尔-卢瓦尔省，西南接维埃纳省，南至克勒兹省和上维埃纳省，东临谢尔省。
与圣瓦朗坦接壤的市镇（或旧市镇、城区）包括：拉尚珀努瓦斯、利兹赖、梅内特雷奥勒-苏瓦唐、讷维帕尤、圣阿乌斯特里耶。

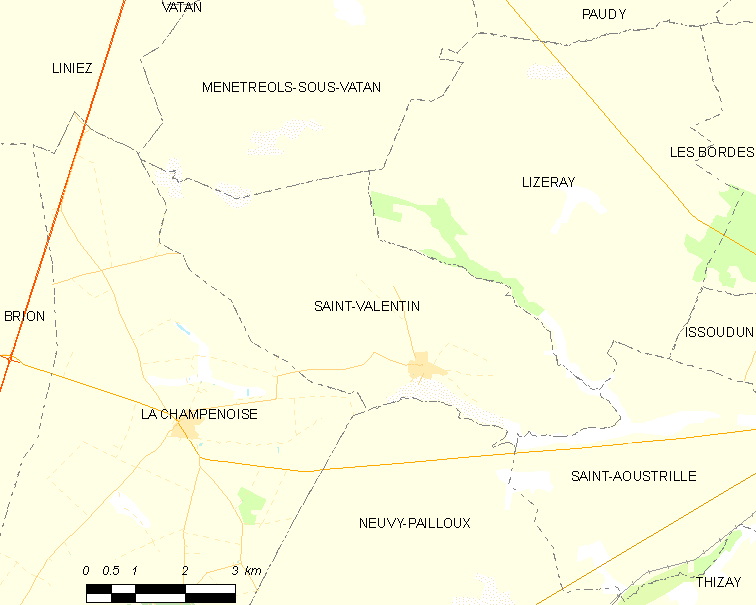
圣瓦朗坦的OSM定位图

圣瓦朗坦的时区为UTC+01:00、UTC+02:00（夏令时）。

## 行政
圣瓦朗坦的邮政编码为36100，INSEE市镇编码为36209。

## 政治
圣瓦朗坦所属的省级选区为勒夫鲁县。

## 人口

1962-2008年间圣瓦朗坦人口变化图示

圣瓦朗坦于2022年1月1日时的人口数量为263人。